# Hereditär sensorisk och autonom neuropati typ V
Hereditär sensorisk och autonom neuropati typ V är en sällsynt och ärftlig sjukdom.
En mutation i en gen, nervtillväxtfaktor-beta (NGFb), gör att nervsystemet inte utvecklas normalt. På en del personer kan det vara helt obefintligt. De människor som föds med denna sjukdom kan inte känna smärta eller temperaturförändringar. Detta gör att den sjuke kan skada sig utan att märka det. Dessutom är deras leder ofta något missformade och deras benväxt hämmad eller onormal. 
Sjukdomen är ärftlig och finns bara hos ett fåtal människor med anknytning till orten Vittangi i Norrbottens län i Sverige. Den kallas därför också för Vittangisjukan. och Norrbottnisk ärftlig smärtokänslighet.
År 2007 fanns det 47 människor som bar på anlag för sjukdomen och 20 för vilka sjukdomen hade brutit ut. Av dessa bar tre på sjukdomen till 100 procent, vilket innebar en total smärtokänslighet.